# Johanna Meisel
Johanna Meisel (auch Hanna Meisel; * 27. April 1906 als Wilhelmine Anna Johanna Liebig in Treptow; † 7. Januar 1981 in Berlin) war eine deutsche Filmeditorin. Sie begann ihre Tätigkeit in den 1930er-Jahren und war an mehr als 50 Produktionen beteiligt.

## Leben und Wirken
Die Tochter des Kassenboten Ernst Liebig und seiner Frau Emma geb. Stichert besuchte eine Handelsschule und war ab 1937 als Hilfscutterin tätig. Aufgrund ihrer Ehe mit dem nach NS-Definition als „Halbjude“ geltenden Kürschner Erich Meisel konnte sie zunächst nur mit Sondergenehmigung arbeiten, bevor sie 1939 in die Reichsfilmkammer aufgenommen wurde und bald darauf zur Schnittmeisterin aufstieg.
Nach dem Zweiten Weltkrieg avancierte die Berlinerin zu einer der erfolgreichsten Filmeditorinnen in Deutschland und arbeitete sowohl für die DEFA in der DDR als auch für Firmen in der Bundesrepublik Deutschland. In den späten 1940ern und frühen 1950ern wirkte sie sehr häufig an Produktionen von Artur Brauner mit.
Seit 1978 verwitwet, starb Johanna Meisel 1981 in ihrem Haus in Berlin-Tempelhof.

## Filmografie (Auswahl)
- 1940: Kriminalkommissar Eyck
- 1940: Wie konntest Du, Veronika!
- 1941: U-Boote westwärts!
- 1941: Clarissa
- 1943: Die Wirtin zum Weißen Rößl
- 1943/46: Peter Voss, der Millionendieb
- 1944/49: Der große Fall
- 1944/49: Ruf an das Gewissen
- 1948: Straßenbekanntschaft
- 1949: Träum’ nicht, Annette!
- 1949: Quartett zu fünft
- 1949: Man spielt nicht mit der Liebe
- 1950: Fünf unter Verdacht
- 1950: Epilog – Das Geheimnis der Orplid
- 1950: Maharadscha wider Willen
- 1951: Schwarze Augen
- 1951: Königin einer Nacht
- 1951: Hochzeit im Heu
- 1952: Der keusche Lebemann
- 1952: Die Spur führt nach Berlin
- 1953: Liebeserwachen
- 1953: Der Onkel aus Amerika
- 1953: Bezauberndes Fräulein
- 1954: Heideschulmeister Uwe Karsten
- 1954: Die sieben Kleider der Katrin
- 1954: Der Raub der Sabinerinnen
- 1955: Sohn ohne Heimat
- 1955: Die spanische Fliege
- 1955: Die Frau des Botschafters
- 1955: Ina, Peter und die Rasselbande
- 1955: Der Pfarrer von Kirchfeld
- 1955: Ihr Leibregiment
- 1956: Tausend Melodien
- 1956: Der Glockengießer von Tirol
- 1956: Mein Bruder Josua
- 1956: Solange noch die Rosen blühn
- 1956: Ein Herz schlägt für Erika
- 1956: Der Fremdenführer von Lissabon
- 1957: Wenn Frauen schwindeln
- 1957: Unter Palmen am blauen Meer
- 1957: Der Adler vom Velsatal
- 1957: Gruß und Kuß vom Tegernsee
- 1957: Alle Wege führen heim
- 1958: Er ging an meiner Seite
- 1958: Der Czardas-König
- 1958: Romarei, das Mädchen mit den grünen Augen
- 1958: Der Stern von Santa Clara
- 1959: Mandolinen und Mondschein
- 1961: Davon träumen alle Mädchen
- 1962: Rumpelstilzchen